# 玉名市立大野小学校

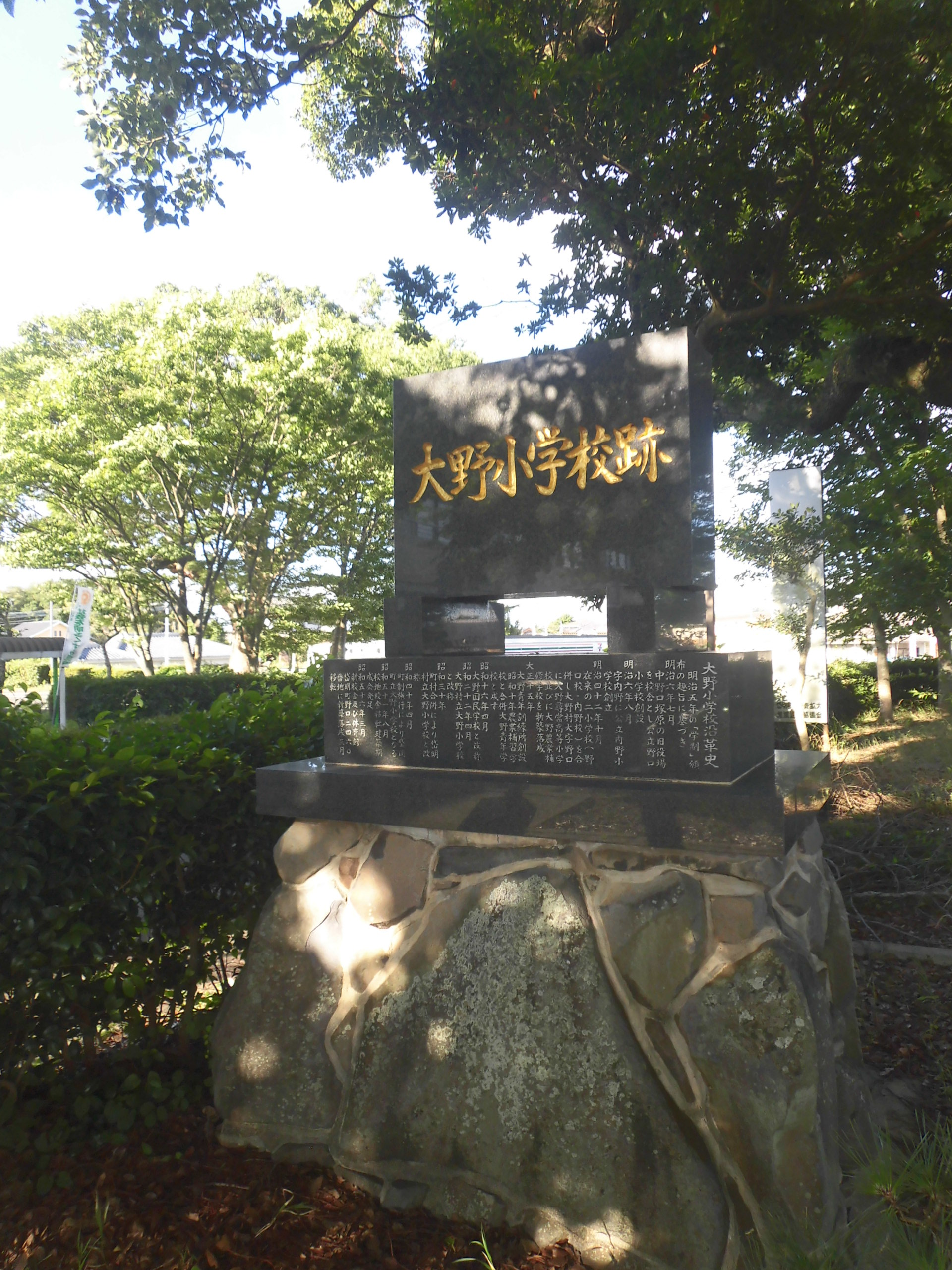
移転記念碑
（玉名市岱明支所敷地内）

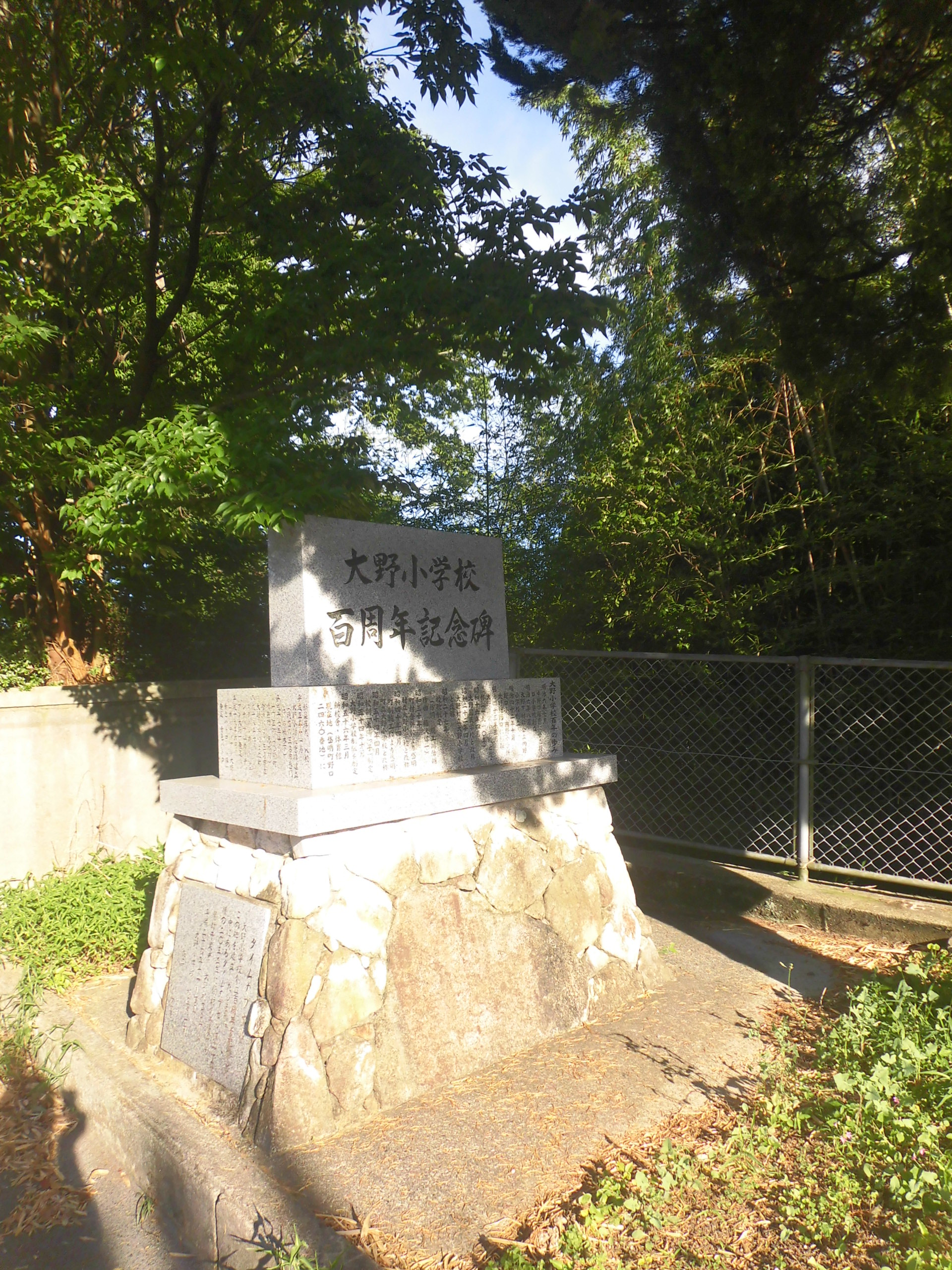
創立100周年記念碑

玉名市立大野小学校（たまなしりつ おおの しょうがっこう）は、熊本県玉名市岱明町野口にある公立の小学校。

## 概要
歴史
明治初期に創立した尋常小学校2校（野口・内野）が1909年（明治42年）に統合の上開校した。現校名となったのは2005年（平成17年）。2024年（令和6年）には創立115年を迎えた。
校訓
「太陽っ子 かしこく、やさしく、たくましく」- 1979年（昭和54年）制定。
学校教育目標
「郷土に誇りをもち、夢に向かって挑戦する児童生徒の育成」
（岱明中学校および岱明中校区小学校の共通の目標）
校章
桜の花弁を背景にして、中央に校名の「大野小」（縦書き）を配している。
校歌
1952年（昭和27年）制定。作詞は規工川佑輔、作曲は梅沢信一による。歌詞は3番まであり、各番の歌詞中に校名の「大野」が登場する。
通学区域
玉名市岱明町のうち「上野口、北野口、中野口、下野口、中土東、中土西、下前原、大野下東、中尾丸、馬場、駅前、北前原」。中学校区は玉名市立岱明中学校。

## 沿革
前身
- 1873年（明治6年） - 「野口小学校」および「内野小学校」の2校が創立。
- 1879年（明治12年）-「野口小学校支校」、「内野小学校下前原支校」が設置される。支校とは「分校」のこと。
- 1884年（明治17年）- 野口小学校支校が閉校。
- 1886年（明治19年）- 小学校令施行により、尋常科を設置の上、「尋常野口小学校」・「尋常内野小学校」に改称。
- 1887年（明治20年）- 下前原支校が移管により、「野口小学校支校」に改称。
- 1889年（明治22年）4月1日 - 町村制施行により、玉名郡4村（野口・下前原・中土・大野下）が合併の上、「大野村」が発足。
- 1892年（明治25年）-「野口尋常小学校」・「内野尋常小学校」に改称。
- 1893年（明治26年）- 内野尋常小学校が野口尋常小学校に統合される。
- 1898年（明治31年）- 野口尋常小学校支校が野口尋常小学校から分離の上、「内野尋常小学校」として独立。
- 1908年（明治41年）4月 - 改正小学校令により、尋常科（義務教育年限）が4年制から6年制に改められる。尋常科5年を新設。

統合
- 1909年（明治42年）10月 - 上記尋常小学校2校（野口・内野）が統合の上、高等科を併置し「大野尋常高等小学校」となる。大野村野口に校舎が完成し移転を完了。大野農業補習学校を併置。
- 1926年（大正15年）- 大野青年訓練所が併置される。
- 1935年（昭和10年）- 青年学校令施行により、併置の農業補習学校と青年訓練所が統合の上、「大野青年学校」となる。
- 1941年（昭和16年）4月1日 - 国民学校令施行により、「玉名郡大野村大野国民学校」と改称。尋常科を初等科に改める。
- 1947年（昭和22年）4月1日 - 学制改革が行われる（六・三制の実施）。
  - 国民学校初等科は、新制小学校「大野村立大野小学校」に改組・改称。
  - 国民学校高等科は青年学校普通科とともに、新制中学校「大野村立大野中学校」に改組・改称。
- 1948年（昭和23年）4月 - 大野村が豊水村と組合を組織し、中学校が「豊水村大野村組合立 大豊中学校」に統合される。
- 1949年（昭和24年）4月 - 大野村が豊水村との組合を解消し、築山村および睦合村と組合を組織。中学校区が「大野村築山村睦合村中学校組合立 岱南第一中学校」となる。
- 1951年（昭和26年）4月 - 中学校が「大野村築山村睦合村中学校組合立 岱南中学校」に統合される。
- 1952年（昭和27年）- 校歌を制定。
- 1955年（昭和30年）4月1日 - 4村（大野・高道・睦合・鍋）合併により、「岱明村」が発足。「岱明村立大野小学校」と改称。
- 1965年（昭和40年）4月1日 - 岱明村が町制施行の上「岱明町」となる。「岱明町立大野小学校」と改称。
- 1971年（昭和46年）4月 - 中学校が岱明町立岱明中学校に統合される。
- 1979年（昭和54年）- 校訓を制定。制服を制定。
- 1981年（昭和56年）- 新校舎および体育館が現在地に完成し、移転を完了。
- 2005年（平成17年）10月3日 - 岱明町が玉名市と合併し、「玉名市立大野小学校」（現校名）に改称。
- 2008年（平成20年）4月 - 2学期制を導入。
- 2009年（平成21年）- 創立100周年記念式典を挙行。

## 交通アクセス
最寄りの鉄道駅
- JR九州 鹿児島本線 「大野下駅」

## 周辺
- 大野保育園
- 友田川